# Steinfelder Zug
Der Steinfelder Zug fand am 17. Juni 1849 gegen Ende des Pfälzischen Aufstandes statt. Nach dem Gefecht in Steinfeld starb ein Einwohner an den Folgen schwerer Verwundungen und weitere wurden verletzt. In den Fokus des Anklägers Ludwig Schmitt kamen 47 Beteiligte, 42 Fälle wurden vor dem Spezialgericht der Pfalz ohne Geschworene verhandelt.

## Geschichte
Der Aufstand in der bayerischen Pfalz dauerte vom 2. Mai bis 19. Juni 1849. Am 3. Mai wurden Bürgerwehren in die pfälzische Volkswehr überführt. Die Provisorische Regierung der „Rheinpfalz“ ernannte im Landkommissariat Bergzabern Philipp Bruch zum Civilkommissär, Kommandant und Major der Volkswehr von Bergzabern war der Kaufmann Valentin Borscht. Die preußische Armee überschritt am 11. Juni bei Kreuznach die pfälzische Grenze. Die zweite Division unter General Webern marschierte von Neunkirchen in Richtung der Festung Landau und drang am 16. Juni in den Pfälzerwald ein.
Als die Nachrichten vom preußischen Vormarsch in Bergzabern eintrafen, ließ Bruch die Gelder der Zwangsanleihen nach Weißenburg bringen und flüchtete in der Nacht des 16. dorthin. Borscht, sein Stellvertreter, der Volkswehr-Hauptmann und Konditor Samuel Gnahn sowie zwei weitere „Consorten“ folgten. Sie wurden jedoch an der Grenze in Schweigen vom Grenzobercontrolleur Noll verhaftet und nach Steinfeld in das Gasthaus zum Adler gebracht, da der katholisch geprägte und königstreue Ort am sichersten erschien. In Bergzabern wurde deshalb am 17. Juni Generalmarsch geschlagen. Die Volkswehr unter Heinrich Rothhaas, Carl Simon und Michael Jung wurde durch Volkswehrmänner aus Neustadt an der Haardt und Umgebung unter Johann Heinrich Kraut und Friedrich Löhner verstärkt. Vor dem Abmarsch nach Steinfeld hatte man den Landkommissariats-Aktuar, Bernhard Würschmitt, den Polizeikommissär Jäger und den Gefängniswärter Schmitthenner verhaftet.
Steinfeld konnte etwa 70–80 Bewaffnete aufbieten, denen mehr als 200 Angreifer und unter ihnen 14 fahnenflüchtige Soldaten gegenüberstanden. Der „heftige Kampf“ dauerte etwa eine Stunde. Der Maurer Lorenz Krämer starb am 22. Juni 1849 an den Folgen seiner Verletzung. Die Steinfelder Georg Meier (Kopfschuss und Verlust eines Auges) sowie Balthasar Ullmer (Schuss in den Unterkiefer) zählten zu den am schwersten Verwundeten und waren längere Zeit arbeitsunfähig. Peter Ohleier und der zwölfjährige Martin Reiß wurden durch Streifschüsse verwundet. Auf Seiten der Angreifer waren Jacob Crammes, Friedrich Pracht, Johann Frohnhäuser und Friedrich Salathe aus Bergzabern sowie Georg Stolleis aus Neustadt nach Schusswunden bzw. nach einer Verletzung durch einen Säbel 10 bis 24 Tage arbeitsunfähig. Während der Auseinandersetzung wurde beim Kampf um die Ziegelhütte die Scheune von Johann Georg Angst in Brand gesetzt. Borscht bat die Angreifer in einem Brief um Rückzug, da er um seine Sicherheit fürchtete. Barbara Labbe, die Tochter des Steinfelder Bürgermeisters, überbrachte diesen im „Kugelregen“. Der Abzug erfolgte jedoch erst nach der Freilassung Borschts.
In der Folge wurden die Grenzbeamten Noll und Ruppert sowie ein Unbeteiligter verhaftet. Sie wurden auf der Flucht vor den Preußen mitgenommen und erst in Durlach befreit. Mit dem Gefecht bei Rinnthal, ebenfalls am 17. Juni, waren die Kämpfe auf pfälzischem Boden beendet.

## Gerichtsverfahren
Bis Juni 1850 erstellte der erste Staatsanwalt Ludwig Schmitt die Anklag-Akte und teilte die Verdächtigten für ein effizientes Verfahren in fünf Gruppen XVI–XX ein. Als Hauptverantwortliche der Gruppe XVI galten der Oberkommandant des Steinfelder Zugs Johann Heinrich Kraut, ein Ingenieur aus Küssnacht, der Schuhmachergeselle Friedrich Löhner sowie der Lederhändler Carl Simon und der Uhrmacher Heinrich Rothhaas. Kraut und Löhner waren die einzigen Schweizer unter den 333 Hochverratsverdächtigten. Ihnen, den ebenfalls Flüchtigen Bock und Carli sowie Hertle und Hörner warf die Anklage „Mord“ bzw. Beteiligung an diesem vor.
Von den Verdächtigten waren insgesamt 14 Beschuldigte flüchtig und wurden im Abwesenheitsverfahren zum Tode verurteilt. Mindestens sechs von ihnen waren Familienväter mit bis zu acht Kindern. Vor dem Spezialgericht der Pfalz wurden ohne Geschworene 28 Fälle verhandelt, die Betroffenen saßen im Gefängnis des Zweibrücker Bezirksgerichts ein und sind in Veit Zöllers Verzeichnis aufgeführt. Michael Hörner und Johann Hall wurden zum Tode verurteilt, acht Teilnehmer aus Bergzabern und fünf aus Neustadt zu fünf bis zwölf Jahren Zwangsarbeit, zwölf wurden freigesprochen. Der 16 Jahre alte Wilhelm Hertle, Sohn eines Küfers erhielt eine zehnjährige Gefängnisstrafe. Die Todesstrafen des Küfers Hörner aus Gleishorbach und des Bäckers Hall aus Neustadt wurden in lebenslängliche Freiheitsstrafen umgewandelt, 1859 erfolgte die Begnadigung. Die anderen Todesurteile wurden 1856 rechtskräftig und erst 1865 durch eine Generalamnestie von König Ludwig II. aufgehoben.
Zwei Wingertsmänner aus Schweigen standen in der Anklag-Akte (Gruppe XX) und wurden im Schwurgerichtsverfahren freigesprochen. Die beigebundenen Verweisungsurteile verwiesen ein Verfahren wegen Misshandlungen mit einer Heugabel direkt an das Zuchtpolizeigericht und ordneten die Einstellung der Verfahren sowie Entlassung aus der Haft für zwei weitere Personen an. Michael Jung wurde vor Erstellung der Anklag-Akte amnestiert. Er hatte als Oberleutnant die Volkswehr aus Bergzabern kommandiert, sich aber wiederholt gegen den Zug und den Angriff ausgesprochen.
Die Volkswehrmänner aus Neustadt waren zwischen 20 und 29 Jahren alt. Sie arbeiteten meist als Handwerkergesellen, Handlungsgehilfen oder Wingertsmänner und Tagner. Einziger „Ausländer“ unter ihnen war der 39 Jahre alte Eduard Carli, Schauspieler und Tanzlehrer aus Säckingen – ein Adolph Karli, Tanzlehrer in Lahr, hatte 1848 am Hecker- und Struveaufstand im Großherzogtum Baden teilgenommen. Dagegen waren die Bergzaberner Teilnehmer protestantische Familienväter auf Nachbarschaftsfeldzug gegen die katholischen Steinfelder. Im Durchschnitt waren sie 37 Jahre alt und Väter von vier Kindern.

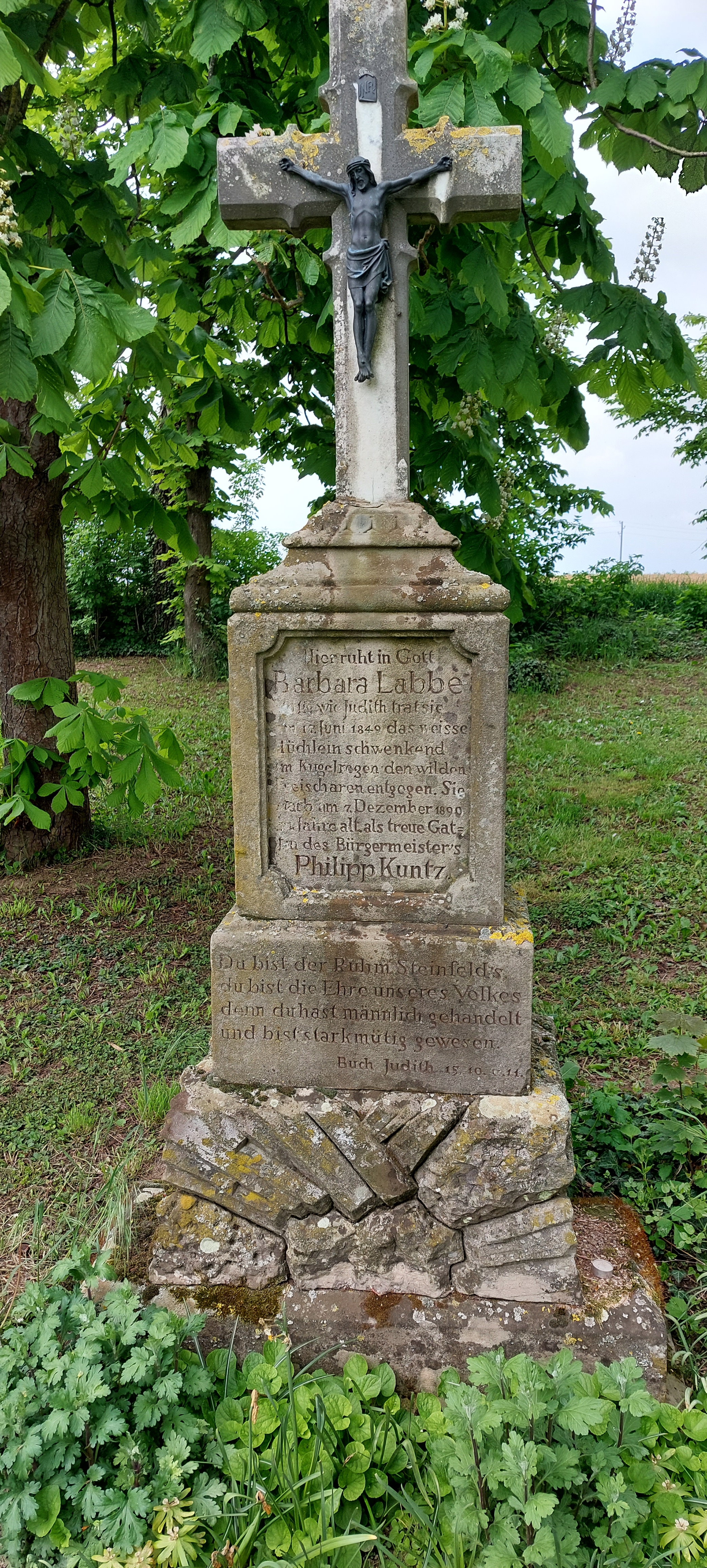
Grab der Barbara Labbe, verheiratete Kuntz

Der Ankläger Schmitt hatte vorgehabt alle 333 Hochverratsverdächtigten des Pfälzischen Aufstandes, nach dem Vorbild des Schinderhannes-Prozesses von 1803, als Bande vor das Spezialgericht der Pfalz zu bringen. Die Anwälte verhinderten dies und ließen es nur für 42 Beteiligte des Steinfelder Zugs zu.

## Dank des Königs und Gedenken
Der Bayerische König dankte Steinfeld mit einem Betrag von 1000 Gulden und einem kostbaren Altarbild. Barbara Labbe erhielt eine Goldkette und heiratete den späteren Bürgermeister Philipp Kuntz. Ihr Grabstein trägt die beiden Inschriften: „Hier ruht in Gott | Barbara Labbe | Mutig wie Judith trat sie | am 17. Juni 1849 das weisse | Tüchlein schwenkend | im Kugelregen den wilden | Freischaren entgegen. Sie | starb am 7. Dezember 1899 | 74 Jahre alt, als treue Gat= | tin des Bürgermeister’s | Philipp Kuntz.“ und „Du bist der Ruhm Steinfeld’s | du bist die Ehre unseres Volkes | denn du hast männlich gehandelt | und bist starkmütig gewesen. | Buch Judith 15.10 u. 11.“ Im Osten des Orts ist die Barbara-Labbe-Straße nach ihr benannt.